# Diskless-Workstation
Diskless-Workstation bezeichnet einen Arbeitsplatz-Computer, der über keine eigenen Festplatten verfügt und sowohl Betriebssystem als auch Daten von einem oder mehreren Servern über ein Netzwerk bezieht.
Nach dem Rechnerstart bezieht die Diskless-Workstation die Rechnerkonfiguration über Protokolle wie DHCP oder BOOTP über das Netzwerk. Teil der Rechnerkonfiguration sind beispielsweise die IP-Adresse, der Rechnername und ein ausführbares Boot-Image. Zur Übertragung des Boot-Images wird beispielsweise TFTP verwendet. Das Boot-Image enthält üblicherweise einen Betriebssystem-Kernel und Start-Skripte. Weitere Betriebssystem-Software ist auf Dateiservern im Netzwerk abgelegt, auf die der Diskless-Client über Netzwerkdateisystem, wie beispielsweise NFS oder AFS, zugreift.
Im Vergleich zu Fat-Clients kann der Einsatz von Diskless-Workstations dazu beitragen, den Administrierungsaufwand zu reduzieren. Software-Updates und Konfigurationsänderungen müssen nur auf die zentralen Dateiserver installiert werden und nicht auf jeden einzelnen Rechner verteilt werden. Auch kann der Rechneraustausch vereinfacht werden, da auf einem neuen Rechner keine Software installiert werden muss. Die potentiell störungsanfällige Komponente Festplatte entfällt in den potentiell verteilt stehenden Client-Rechnern.
Softwarelizenzeinsparungen sind nicht möglich, wenn die Lizenzsumme von der Anzahl der Benutzer abhängt und unabhängig von der Anzahl der installierten Kopien ist. Der Verzicht auf Festplatten spart die Kosten für diese Komponenten in den Clientrechnern ein, allerdings müssen gegebenenfalls mehr Ressourcen in die Dateiserver- bzw. Netzwerkinfrastruktur investiert werden.
Zudem wird durch die Verwendung zentraler Dateiserver eine zentrale Datensicherung vereinfacht. Diskless-Workstations sind auch leiser, denn neben den Lüftern verursachen die Festplatten den Hauptlärm in einem Computer. Der Nachteil von solchen Systemen ist allerdings, dass, wenn das Netzwerk oder alle Dateiserver ausfallen, an keiner Diskless-Workstation mehr gearbeitet werden kann. Das Netzwerk wird stärker belastet, da beim Booten das gesamte Betriebssystem heruntergeladen werden muss.
Im Gegensatz zu einer Diskless-Workstation ist ein Thin Client nur zur Darstellung einer graphischen Benutzeroberfläche zuständig. D. h. die Programme die über einen Thin Client bedient werden, werden nicht lokal auf dem Thin Client, sondern entfernt auf einem Server (Terminalserver, Blade-PC, virtuelle Maschine in einer Virtual Desktop Infrastructure) ausgeführt.